# Quezalguaque
Quezalguaque  es un municipio del departamento de León en la República de Nicaragua. Dista a 109 kilómetros de la capital de Managua, mientras se ubica a 17 kilómetros de la ciudad de León, la cabecera departamental.

## Toponimia
"Quezalguaque" para la mayoría de los lingüistas nicaragüenses es un vocablo náhuatl "Quetzalli-totol-hua-can" que se traduce para unos como "lugar que tiene abundantes quetzales", y otros lo interpretan como "río de piedras". Incluso hay quienes afirman que proviene de la lengua chorotega y la traducen como "lugar de quetzales" siendo "guaca" adverbio de lugar.

## Geografía
El término municipal limita al norte con el municipio de Posoltega, al sur con el municipio de León, al este con el municipio de Telica y al oeste con los municipios de Posoltega y Chichigalpa. La cabecera municipal está ubicada a 110 kilómetros de la capital de Managua.
El municipio se ubica en la provincia geomorfológica Planicie o Llanura Costera del Pacífico; se diferencian dos zonas fisiográficas dentro del municipio: la Planicie, con elevaciones entre los 20 a los 200 m s. n. m., y el Pie de Monte de la Cordillera de los Marrabios con elevaciones entre los 200 a los 320 m s. n. m.

## Historia
Quezalguaque está considerado como uno de los pueblos indígenas más antiguos de la región contigua a la "Cordillera de los Marrabios", perteneciente al antiguo cacicazgo de Subtiava. 
Los historiadores están de acuerdo en aceptar que el origen del poblado se debió a la migración de un grupo de pobladores del cacicazgo de Subtiava, realizada mucho antes de la venida de los españoles. 
Quezalguaque es una de las antiguas comunidades nativas americanas que existió antes de la llegada de los españoles en el siglo XVI. El sacerdote Fray Francisco de Bobadilla visitó el sitio en 1528.

### Época colonial
Ya en 1529 aparece su nombre en las Tablas de Tributos Coloniales.
Fue sede del Corregimiento de Quezalguaque dentro la división territorial y administrativa de la Capitanía General de Guatemala.
Quezalguaque pagó sus impuestos a la diócesis de Nicaragua y también fue la residencia del primer obispo de Nicaragua, Diego Álvarez de Osorio.
El municipio fue fundado en el 8 de marzo de 1865.

## Demografía
Quezalguaque tiene una población actual de 9,988 habitantes. De la población total, el 50.1% son hombres y el 49.9% son mujeres. Casi el 21.1% de la población vive en la zona urbana.

## Naturaleza y clima
El municipio tiene un clima tropical de sabana, con una precipitación promedio anual de 1827 mm, con valores mínimos de 1200 mm/año y máximos de 2492 mm/año; se presentan 2 estaciones marcadas: el período de lluvia denominado "invierno", desde mediados de mayo o inicios de junio, hasta finales de octubre o inicios de noviembre (5 meses), y el período seco denominado "verano", que se prolonga de noviembre a mayo (7 meses).
En la planicie se encuentran los mejores suelos para la producción agrícola intensiva; son suelos profundos, bien desecados, de textura franco arcillosa, de topografía plana; este sector abarca la parte central y sur del territorio; comprende algunas inclusiones de suelos arcillosos pesados de desagüe imperfecto o áreas de llano, buenos para la agricultura de riego o pasto con pendientes de 0 a 8%, bueno para todo tipo de cultivo adaptable a la región, se encuentra una zona de lava volcánica de unas 20 ha, aproximadamente, y una de suelos pedregosos de unas 250 ha aproximadamente. Al pie de la cordillera de los Marrabios, los suelos son frágiles, superficiales, pedregosos en algunas localidades, erosionados por la deforestación, presentan muchos barrancos y su uso potencial es para la conservación de recursos naturales; siendo parte de una zona protegida por decreto de ley, debe reforestarse.

## Localidades
Además de los 4 barrios urbanos, existen un total de 15 comunidades rurales: Los Portillos, Cristo Rey, Boquerón, Ceiba Chachagua, Las Mercedes, El Pozo, Santa Rosa (Cantarrana), Puntarena, Paciente I, Paciente II, Paso Benito, Praga, Los Remedios, La Estación y Soledad.

## Economía
A la actividad agropecuaria se asocian, según censo de la Alcaldía, aproximadamente 8334 manzanas; de las cuales, alrededor de 1500 manzanas son dedicadas al pastoreo de ganado mayor, 900 manzanas permanecen ociosas por falta de financiamiento y 5934 manzanas son utilizadas en los cultivos de soya, caña de azúcar, maní, sorgo, yuca, maíz y otros para el autoconsumo.

## Religión
Quezalguaque celebra su fiesta el 17 de febrero en honor a Nuestra Señora de los Remedios.